# Грушевский, Александр Сергеевич
Александр Сергеевич Грушевский (1877, Ставрополь — ок. 1942, Казахская ССР) — исследователь истории Украины, литературовед и этнограф, археограф, журналист. Действительный член научного общества имени Тараса Шевченко, член Центральной Рады. Сын Сергея Грушевского, брат Михаила Грушевского и Анны Шамрай-Грушевской (1880—1943).

## Биография
Родился в Ставрополе 12 августа 1877 года[по какому календарю?].
В 1899 году окончил историко-филологический факультет университета Св. Владимира. После окончания университета находился в научной командировке в Австрии и Германии. С 1900 года стал преподавать историю в Новороссийском университете. Был уволен в 1906 году в связи с тем, что начал читать лекции на украинском языке. Затем преподавал в Петербургском университете. В 1911—1912 годах преподавал русскую филологию на Бестужевских курсах.
После революции 1917 года уехал в Киев, где в 1918—1919 годах был профессором Киевского университета. Входил в состав Украинской Центральной Рады. Был председателем архивно-библиотечного отдела Министерства образования Украинской Народной Республики.
После установления в 1920-х годах на Украине Советской власти работал в Киевском институте народного образования. В 1920-х годы был исполняющим обязанности заместителя председателя исторической секции ВУАН, директором постоянной Комиссии по составлению историко-географического словаря украинских земель, руководителем секции социально-экономической истории Научно-исследовательской кафедры истории Украины при ВУАН, действительным членом Археографической комиссии, редактором «Историко-географического сборника ВУАН» (вышло 3 тома).
Во время массового голода на Украине 31 июля 1933 года был уволен с работы. Был арестован как «один из руководящих участников антисоветской украинской националистической террористической организации» 9 августа 1938 года. Виновным он себя не признал и никого не оговорил. На основе вымышленных показаний 5 октября 1939 года Особое совещание при НКВД СССР приговорила его к пяти годам ссылки в лагеря Казахстана, где он работал счетоводом.
По одной из версий умер в одной из сельских больниц в 1942 году (по утверждению местных жителей). По другим данным скончался в 1943 году в селе Верхне-Иртышское (Казахстан). Официальных данных о его смерти и место захоронения не найдено. Был реабилитирован в сентябре 1989 года.
Супруга — Ольга Парфененко.

## Труды
- Города В. княжества Литовского в XIV—XVI вв.: старина и борьба за старину. — Киев, 1918. — 240 с. Архивировано 8 июня 2024 года.